# 中村大志 (声優)
中村 大志（なかむら ひろし、4月1日 - ）は、日本の男性声優。富山県出身。EARLY WING所属。

## 略歴
WAHO學院出身。

## 人物
趣味・特技には関西弁、ファミコン収集、作曲、歌唱を挙げている。
声優になろうと思ったきっかけは役者に興味があったことから。

## 出演
太字はメインキャラクター。

### テレビアニメ
2015年
- ダイヤのA -SECOND SEASON-（観客、犬伏公太）

2016年
- Dimension W（Qi隊員）

2019年
- 胡蝶綺 〜若き信長〜（家臣、村人、小姓、松平元康）
- 魔入りました!入間くん（2019年 - 2023年、ブエル・ブルシェンコ、マルバス、ドドド、シャブシャブ、ペケポン 他） - 3シリーズ

2020年
- アイドリッシュセブン Second BEAT!（サラリーマン）

2021年
- プラチナエンド（正義）

2022年
- CUE!（ブラックカンパニー）
- ぷちセカ（杏の父）
- 盾の勇者の成り上がり（民衆）
- 農民関連のスキルばっか上げてたら何故か強くなった。（暴漢）
- 恋愛フロップス（兵士）

2023年
- 異世界ワンターンキル姉さん 〜姉同伴の異世界生活はじめました〜（ポピンスキー）
- BLEACH 千年血戦篇-訣別譚-（死神）
- でこぼこ魔女の親子事情（ガカリー、被虐のルベロ、踊り食い君、ベヒイモス、トッショ、キャクガヤ）
- 聖剣学院の魔剣使い（オーガ級ヴォイド、兵長、トロール、バステア・コロッサフ）
- ポーション頼みで生き延びます!（将軍）

2024年
- 狼と香辛料 MERCHANT MEETS THE WISE WOLF（荷揚げ人、商人）
- 天穂のサクナヒメ（大龍）
- 嘆きの亡霊は引退したい（チャカス、ヨイドレー、ロドルフ・ダヴー、ムッサイ、ゲイン 他）
- 転生貴族、鑑定スキルで成り上がる（カンセス・バンドル）

2025年
- Aランクパーティを離脱した俺は、元教え子たちと迷宮深部を目指す。（オルクス、住人A、サルムタリアB、船員、冒険者 他）
- 外れスキル《木の実マスター》 〜スキルの実（食べたら死ぬ）を無限に食べられるようになった件について〜（ダグ）
- 異修羅（仰天のウィント）
- 片田舎のおっさん、剣聖になる（役者）
- ぬきたし THE ANIMATION（幼児おじさん）

### 劇場アニメ
- どうにかなる日々（2020年）

### Webアニメ
- Duel Masters LOST 〜月下の死神〜（2025年、男[17]）

### ゲーム
2014年
- 戦場の円舞曲
- 戦国X（武将名原虎胤）

2015年
- 栽培少年（ルビィ）
- 灰色都市32人の容疑者（新井良太）
- ROOT∞REXX（天羽譲）

2016年
- UPPERS（マックス・紅蓮ハート）
- 神獄塔 メアリスケルター

2017年
- 塔亰Clanpool（コテツ）
- モバイルレジェンド (ガレック)

2018年
- 月煌-Luster-（ルドルフ、アルベール、ピナルディ、テュポーン下）
- ファイトリーグ（黒服A）
- 戦国大河
- 蒼穹のミストアーク
- 武器よさらば
- 破軍・三國志
- リネージュ2レボリューション
- 頂上三国（董卓、馬騰、張飛）
- 三国志ディフェンちゅ（董卓）

2019年
- 紡ロジック（トキオ）

2020年
- 龍が如く7 光と闇の行方
- プロジェクトセカイ カラフルステージ! feat. 初音ミク（2020年 - 2024年、白石謙）
- クラッシュ・バンディクー4 とんでもマルチバース（アカノ）
- 天穂のサクナヒメ（大龍）

2023年
- ストリートファイター6（市民）
- Edge of Eternity（デレク）

2024年
- Death end re;Quest Code Z（魔神マルバス）
- ウィッチ・アンド・リリィズ（ユーガン）

### ドラマCD
- ラビット☆パラダイス（楠木優一[29]）

### デジタルコミック
- 新宿スワン
- 寄生獣
- エリートヤンキー三郎
- 殺陣ロール(2023年、矢破刃爆撃)

### Webアニメ
- Vivid BAD SQUAD - Journey to Bloom『RESOLVE』（2023年、白石謙）

### 吹き替え

#### 映画
- K.G.F: CHAPTER 2（アディーラ〈サンジャイ・ダット〉[30]）
- 孫悟空 vs 猪八戒（銀子〈ホウ・ティンファン〉[31]）
- ヒート・ストローク（フォイ）
- ローグ（イライジャ〈ブランドン・オーレ〉[32]）

#### ドラマ
- インポスターズ 美しき詐欺師たち（英語版）
- カリフォルニケーション シーズン7（マック）
- KILLJOYS/銀河の賞金ハンター
- The Good Cop / グッド・コップ (バーリ・ルーミス〈イザイア・ウィットロック・Jr〉）
- ジャック・ライアン
- ナイトフォール -悲運の騎士団-（英語版）（ジェラール〈デヴィッド・ボウルズ（英語版）〉）
- ハンナ 〜殺人兵器になった少女〜
- ブラック・サマー: Zネーション外伝（パトリック〈タイ・オルソン〉）
- NCIS：シドニー
- 太宗 イ・バンウォン～龍の国～(イ・ソンゲ〈キム・ヨンチョル〉)

#### アニメ
- 神々の山嶺（登山家1[33]）

#### その他
- クリスティンの奇妙なお菓子教室（英語版）（エドガー〈ドリュー・マジー（英語版）〉）
- クリケット・フィーバー: ムンバイ・インディアンズ（英語版）（ロケット・シャルマ）
- ザ・カムバック: 2004 ボストン・レッドソックス(ゲーリー・シェフィールド)(2024年、Netflix)

### シリーズ一覧
1. ↑  第1シリーズ（2019年 - 2020年）、第2シリーズ（2021年）、第3シリーズ（2022年 - 2023年）